# Wasserturm Ostkreuz
Der Wasserturm Ostkreuz ist ein Wasserturm im Jugendstil und steht im Berliner Ortsteil Friedrichshain. Das weithin sichtbare Wahrzeichen des Kiezes um das Ostkreuz wurde im Jahr 1912 eingeweiht. Der denkmalgeschützte Turm befindet sich seit 2015 in Privatbesitz und wird nicht mehr zu seinem ursprüngliche Zweck genutzt.

## Geschichte
Der zwischen 1909 und 1912 von der Königlichen Eisenbahndirektion Berlin errichtete Wasserturm wurde von dem Architekten Karl Cornelius entworfen. Das 59 Meter hohe Bauwerk befindet sich neben dem Bahnhof Berlin Ostkreuz inmitten des Bahngeländes und diente der Wasserversorgung der Dampflokomotiven. 
Bis Mitte der 1980er Jahre war der Wasserturm noch in Betrieb. Seit dem 19. Januar 1978 steht er in der Berliner Denkmalliste. Etliche Jahre nach dem Mauerfall, im Jahr 2006 wurde das Bauwerk renoviert. 
Die Deutsche Bahn übernahm nach der deutschen Wiedervereinigung den Turm von der Deutschen Reichsbahn. Im Jahr 2015 verkaufte sie den Wasserturm nach einer Ausschreibung mit 40 Kaufinteressenten an einen privaten Investor. Der neue Besitzer (Uwe Fabich) soll für den Erwerb einen sechsstelligen Betrag gezahlt haben. Allein die Änderung des Eigentümers im Grundbuch dauerte aber vier Jahre.
Wegen unzureichender Sicherungsmaßnahmen gelangte im Juni 2020 eine Frau auf den Turm, verletzte sich und wurde von der Feuerwehr gerettet.

## Perspektive
Noch im Sommer 2024 ist die weitere Verwendung nicht geklärt: laut der Deutschen Bahn und dem Inhalt der Verkaufsgespräche ist eine gemischte öffentliche Nutzung vereinbart worden, beispielsweise eine kleine Gastronomie, auch ein Tonstudio oder Marken-Showrooms waren im Gespräch. Für die neue Nutzung müssten die noch vorhandenen technischen Einrichtungen wie die alten Tanks oder die Hydraulikanlagen ausgebaut werden (sie stehen nicht unter Denkmalschutz), wofür im Jahr 2016 eine Kostenschätzung rund 110.000 Euro ergeben hatte. Dafür war außerdem der Entwicklungsplan für die Umgebung zu ändern.
Der Investor gründete im Jahr 2021 die Wasserturm Ostkreuz GmbH und ließ das Unternehmen im Amtsgericht Charlottenburg eintragen (Nummer HRB 164871 B). Er hat seinen Sitz in der Nalepastraße und für die Aktivitäten rund um den ehemaligen Wasserturm hat er einen Geschäftsführer eingesetzt.
Ein Nutzungskonzept soll bis Ende des Jahres 2024 fertiggestellt werden, als Vorarbeit erstellt ein Architekturbüro eine Dokumentation des Turmes, alle daraus abgeleiteten Vorschläge werden mit dem Denkmalamt abgestimmt.– Außer den oben genannten ersten Ideen sind weitere vorab bekannt geworden: Umgestaltung des Daches derart, dass hier ein Aussichtumgang entstehen kann, dazu eine kleine Imbissmöglichkeit oder eine Bildergalerie. Nach Ausbau des Wasserkessels biete sich an, im Turm Maisonette-Wohnungen einzurichten, allerdings wären dann auch Lichtachsen (Fenster) nötig. Im Turmschaft könnte ein Café eröffnen.

## Bauliche und technische Details
- Die Turmhöhe beträgt 59 m. Der Innendurchmesser wird mit 9,50 m angegeben.[4]
- Der Turmschaft und die Haube sind mit glasierten violetten Klinkern verkleidet, obenauf befindet sich eine Kupferspitze. Die Verkleidung mit dem glatten Material schützte das Bauwerk vor dem Ruß der Dampflokomotiven, der durch Regen oder starke Luftfeuchtigkeit abgewaschen wurde.
- In der steilen achteckigen Turmhaube in Form einer Pickelhaube ist der Wasserkessel verborgen.[1]
- Der Zugang erfolgt(e) über ein gemauertes Rundbogen-Portal, innen dann über gewendelte Eisentreppen, die sich über sieben Galerien hochwinden.[9]
- Die Unterkante des Stahltanks befindet sich auf einer genormten Höhe von 40 Metern, wodurch ein gleichbleibender Wasserdruck gewährleistet werden konnte. Durch Rohrleitungen gelangte das Wasser von hier auch zu den Wasserkränen auf den Bahnhöfen Ostkreuz, Ostbahnhof, Lichtenberg und Rummelsburg. Das Wasser im Turm wurde aus dem Rummelsburger See gepumpt.[3]